# Yu Kijima
Yu Kijima (木島 悠 Kijima Yu?), född 18 maj 1986 i Hyōgo prefektur, är en japansk fotbollsspelare.
Kijima började sin karriär 2009 i Shimizu S-Pulse. 2012 flyttade han till Oita Trinita. Han spelade 52 ligamatcher för klubben. Efter Oita Trinita spelade han för Verspah Oita.